# Benfica do Ribatejo
Benfica do Ribatejo ist eine Gemeinde (Freguesia) im portugiesischen Kreis Almeirim. In ihr leben 2795 Einwohner (Stand 19. April 2021).